# Iglesia de Detif
La Iglesia de Detif es un templo católico situado en la localidad de Detif, en la comuna chilota de Puqueldón en la Isla Lemuy, Región de Los Lagos, Zona Sur de Chile.
Forma parte del grupo de 16 iglesias de madera de Chiloé calificadas como Monumento Nacional de Chile y reconocidas como Patrimonio de la Humanidad por la Unesco.
Su construcción está hecha en madera y su santa patrona es Nuestra Señora de Lourdes, cuya fiesta se celebra el 25 de marzo.
Este templo es uno de los que componen la parroquia San Pedro Nolasco de Puqueldón, una de las 24 parroquias de la diócesis de Ancud.
La primera capilla de Detif fue construida en 1734. La actual fue construida en el centro del pueblo, cerca de la playa, a principios del siglo XIX. Para su construcción se utilizó madera de coigüe y alerce. La iglesia fue construida sobre una base de piedra para protegerla contra la humedad del suelo, y forrada con tejuelas de alerce. Debido a la escasez de metales en las islas Lemuy y Chiloé, en la obra gruesa no fueron usados clavos de hierro sino remaches de madera.
La iglesia tiene una torre compuesta de dos cuerpos que se levantan por encima de la fachada. Como la mayoría de las iglesias tradicionales de Chiloé, la fachada tiene un pórtico con cinco arcos falsos abiertos hacia una explanada, un espacio abierto que se halla frente al templo. El interior está compuesto por tres naves separadas por líneas de pilares; en él hay una gran cantidad de barcos de madera colgando del cielo. Se trata de ofrendas votivas donadas por marineros que volvieron con vida. Además existen imágenes de vestir restauradas, de la Virgen de la Candelaria y de Jesús Nazareno. La iglesia que pertenece a la Diócesis de Ancud cuenta con un incensario de bronce muy antiguo.
El 10 de agosto de 1999 fue declarada Monumento Nacional, y en noviembre de 2000, Patrimonio de la Humanidad por la Unesco. La iglesia fue restaurada en 1996 y posteriormente en 2001. En la segunda restauración, las tejuelas de la parte superior de la fachada fueron reemplazadas por un revestimiento de tablas.
Las principales fiestas religiosas son Jesús Nazareno (7 de marzo), Virgen de Lourdes (25 de marzo) y Santa Teresita (16 de junio).